# Новороссийская улица (Челябинск)
Новоросси́йская у́лица — расположена в Ленинском районе города Челябинск и одна из самых длинных улиц района. Проходит по восточному и северному берегу оз. Смолино от Чистопольской ул. до ул. Артёма. На улице расположены жилые, коммерческие и промышленные предприятия. Её протяженность — 6066 м .

## Расположение
Новороссийская улица пересекается с автодорогой Меридиан, улицей Гагарина, Барбюса, Безрукова, Лизы Чайкиной, Машиностроителей, Днепровской, Канатовским переулком, Люблинской, Чистопольской. На Новороссийской улице расположены НИИ трубной промышленности, дворец ЧТПЗ, а также Завод металлоконструкций (ЗМК). У центральной проходной ЗМК стоит памятник Серго Орджоникидзе.

## Транспорт

### Автобус
Через улицу проходят автобусные маршруты:
№ 11 «Петра Столыпина — ГКБ № 9»
№ 19 «Чистопольская ул. — Приборостроительная ул.»
№ 27 «Посёлок Фатеевка — Привокзальная площадь»
№ 28 «Весенняя улица — ТРК „Алмаз“»
№ 32 «Солнечный берег — Мамина»
№ 33 «Посёлок Фатеевка — Парк Гагарина»
№ 58 «Чистопольская — ЧВВАКУШ»
№ 81 «Чистопольская — Парк Гагарина»
№ 91 «ТК „Молния„ — ул. Салавата Юлаева»
Маршрут № 83 перенумерован в 483, переведён в класс межмуниципальных, продлён в пос. Старокамышинск. Автобус № 65с «Железнодорожный вокзал — Сад Трубопрокатчик-4» курсирует лишь в летний период.

### Троллейбус
На участке от 5-й электровозной улицы и до улицы Машиностроителей проходят троллейбусные маршруты:
№ 10 «Парк Гагарина — Солнечный берег»
№ 25 «ЧКПЗ — КБС» (временно отменён, планируется к восстановлению в 2025 году)

### Трамвай
На участке от улицы Машиностроителей до Чистопольской улицы проходят трамвайные маршруты:
№ 12 «Харлова — Чистопольская»
№ 18 «ЧМК — Чистопольская»
№ 22 «Чичерина — Чистопольская»

### Маршрутное такси
Также через улицу проходят маршруты маршрутного такси:
№ 75 «ЧКПЗ — Бейвеля»
№ 92 «Стадион „Сигнал“ — ЧМК»